# Musa Yabgu
Musa Yabgu (Bayḡu in alcune fonti) o Musa Ibn Seljuk (... – fl. XI secolo), fu un signore della guerra turcico della dinastia dei Selgiuchidi e uno dei quattro figli di Seljuk, l'eponimo fondatore.
Suo fratello Arslan Yabgu si impose a capo della famiglia fino a quando non venne catturato dai Ghaznavidi, con il risultato che il potere venne acquisito da due dei nipoti di Musa, Tughril e Chaghri, i quali fondarono un vero e proprio impero all'indomani del 1040, anno in cui avvenne l'importante battaglia di Dandanqan.